# Камышенка (Белгородская область)
Камы́шенка — село в Красненском районе Белгородской области. Входит в состав Готовского сельского поселения.

## География
Находится в северо-восточной части Белгородской области, в лесостепной зоне, в пределах юго-западных отрогов Орловско-Курского плато Среднерусской возвышенности, на левом берегу реки Камышенка, при автодороге 14К-10, на расстоянии примерно 6 км (по прямой) к юго-западу от села Красное, административного центра района. Абсолютная высота — 120 м над уровнем моря.

### Климат
Климат характеризуется как умеренно континентальный, с относительно мягкой зимой и тёплым продолжительным летом. Среднегодовая температура воздуха — 6,1 °C. Средняя температура воздуха самого холодного месяца (января) — −8,3 °C (абсолютный минимум — −36 °C); самого тёплого месяца (июля) — 20,4 °C (абсолютный максимум — 38 °C). Годовое количество атмосферных осадков составляет 504 мм, из которых 350 мм выпадает в период с апреля по октябрь.

### Часовой пояс
Село Камышенка как и вся Белгородская область, находится в часовой зоне МСК (московское время). Смещение применяемого времени относительно UTC составляет +3:00.

## Население
| 1859 | 1897 | 2002 | 2010 |
| ---- | ---- | ---- | ---- |
| 434  | ↗550 | ↘192 | ↘172 |

### Половой состав
По данным Всероссийской переписи населения 2010 года в гендерной структуре населения мужчины составляли 43 %, женщины — соответственно 57 %.

### Национальный состав
Согласно результатам переписи 2002 года, в национальной структуре населения русские составляли 99 %.